# Cândido Rondon
Cândido Mariano da Silva Rondon (ur. 5 maja 1865 w Santo Antônio do Leverger, zm. 19 stycznia 1958 w Rio de Janeiro) – brazylijski marszałek, inżynier, działacz społeczny i obrońca praw Indian.
Jego ojciec był Francuzem, a matka Indianką. Wybrał karierę wojskową i został oficerem łączności w armii brazylijskiej. Do jego zadań należało wytyczanie i budowa linii telegraficznych przez niezagospodarowane obszary kraju. W czasie tych prac nawiązywał kontakty z licznymi plemionami indiańskimi zamieszkującymi brazylijski interior. Zatrudniał Indian jako przewodników, czy robotników w selwie. Płacąc rdzennym mieszkańcom stawki zbliżone do wypłat własnych żołnierzy, zdobył sobie ich ogromny szacunek. 
W 1910 utworzył Służbę Ochrony Indian, która miała zająć się rozwiązywaniem ich podstawowych problemów bytowych i zdrowotnych. W 1914 odbył wspólną wyprawę do Amazonii z byłym prezydentem USA – Theodorem Rooseveltem, co przysporzyło mu popularności i rozpoznawalności. Uzyskał m.in. stopień marszałka, a rząd brazylijski nazwał jego imieniem Rondônię, jeden z 26 stanów kraju, leżący przy granicy z Boliwią. Również opisany w 2015 nowy rodzaj jaszczurek, Rondonops został nazwany jego imieniem.